# Rita Panasis
Rita Panasis, coniugata Bell (Vancouver, 1922 – Coquitlam, 17 marzo 2003), è stata una cestista canadese.

## Carriera
Con il Canada è stata selezionata per i Giochi panamericani di Città del Messico 1955.
Nel 1975 è stata introdotta nella BC Sports Hall of Fame.